# 49ers de Long Beach State
Les 49ers de Long Beach State (en anglais : Long Beach State 49ers) sont un club omnisports universitaire de l'université d'État de Californie à Long Beach. Les équipes des 49ers participent aux compétitions universitaires organisées par la National Collegiate Athletic Association (NCAA). UCLA fait partie de la Big West Conference.
Le nom de l'équipe, les 49ers (prononcé en anglais Forty-Niners), font référence à la ruée vers l'or en Californie vers 1849, ainsi qu'à l'année 1949 où fut fondée l'université.